# Thomas Flierl

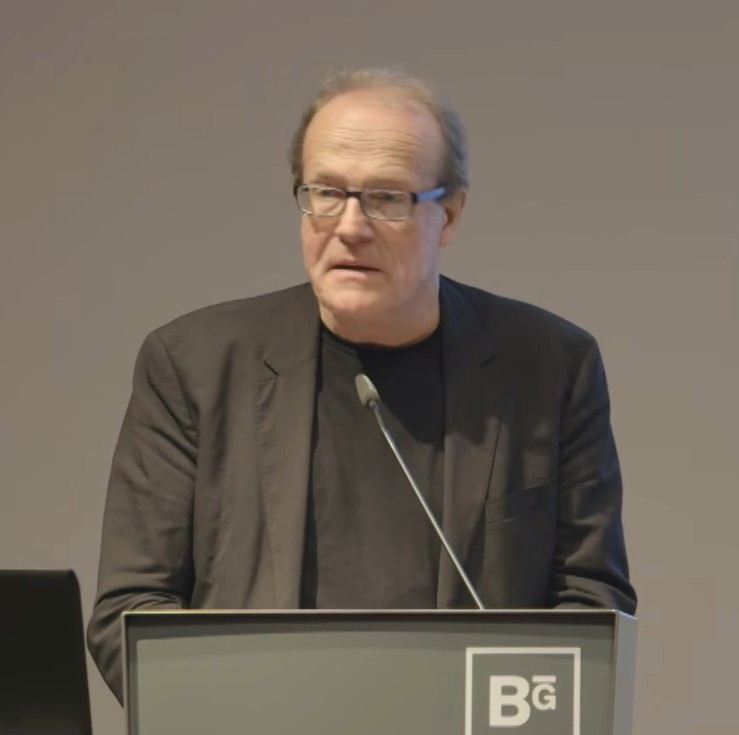
Thomas Flierl, 2015

Thomas Flierl (* 3. Juli 1957 in Ost-Berlin) ist ein deutscher Politiker (Die Linke) und Architekturhistoriker. Er war von 2002 bis 2006 Berliner Senator für Wissenschaft, Forschung und Kultur. Von 1995 bis 1998 und erneut von 2002 bis 2011 war er Mitglied des Berliner Abgeordnetenhauses.

## Leben
Thomas Flierl ist der Sohn des DDR-Architekturhistorikers Bruno Flierl. Seine Mutter starb bei der Geburt, er wuchs in Pankow bei der Großmutter und dem Vater auf.
Flierl trat 1976 in die SED ein. Nach einem Philosophiestudium an der Sektion Ästhetik/Kunstwissenschaften an der Humboldt-Universität Berlin von 1976 bis 1981 wurde er wissenschaftlicher Assistent an dieser Hochschule, im Jahr 1985 musste er diese Tätigkeit wegen öffentlicher Kritik am Abriss der denkmalgeschützten Gasometer in Prenzlauer Berg abbrechen. Im selben Jahr erfolgte seine Promotion zum Dr. phil. im Fachbereich Ästhetik der Humboldt-Universität mit der Arbeit „Ästhetik der Aneignung – Studie zu weltanschaulich-methodologischen Grundproblemen der marxistisch-leninistischen Ästhetik“. In der Folge war Flierl ein Protagonist des SED-Reformdiskurses. Von 1987 bis 1990 war er Mitarbeiter im DDR-Kulturministerium, Regionalausschuss Kultur Berlin, von 1990 bis 1996 Leiter des Kulturamtes Prenzlauer Berg, 1995 bis 1998 Mitglied des Berliner Abgeordnetenhauses für die Fraktion der PDS, danach Bezirksstadtrat für ökologische Stadtentwicklung im Berliner Bezirk Mitte. Seit 1998 ist er wieder Mitglied der PDS (seit 2007 Die Linke), nachdem er 1991 seinen Austritt erklärt hatte.
Am 17. Januar 2002 wurde Flierl zum Berliner Senator für Wissenschaft, Forschung und Kultur gewählt. In seine Amtszeit fällt die Gründung der Stiftung Oper in Berlin. Flierl wurde 2001 und 2006 per Direktmandat in das Berliner Abgeordnetenhaus gewählt. Nach der Wahl am 17. September 2006 wurde er bei der Benennung der Senatoren durch den Regierenden Bürgermeister Klaus Wowereit nicht mehr berücksichtigt, weil in den Koalitionsverhandlungen sein Ressort nicht mehr an die PDS gefallen war. Seitdem führte bis 2016 der Regierende Bürgermeister das Kulturressort in Personalunion.
Seit seinem Ausscheiden aus der Politik hat sich Flierl, wie sein Vater Bruno Flierl, der Geschichte der Architektur verschrieben, mit besonderem Fokus auf sowjetischer und ostdeutscher Architektur.

## Kontroversen

### Stasi-Eklat 2006
Aufsehen erregte Flierls Verhalten bei einer Podiumsdiskussion zur Zukunft der Gedenkstätte Hohenschönhausen im März 2006, als er in seiner Funktion als Kultursenator und Stiftungsratsvorsitzender der Gedenkstätte Beschimpfungen und Verhöhnungen von Opfern der Stasi als „Kriminelle“ und „subversive Elemente“ durch 200 anwesende frühere Stasi-Mitarbeiter unbeantwortet ließ. Gegen Flierl wurden massive Rücktrittsforderungen laut. Flierl forderte auf dieser Veranstaltung laut CDU Stasi-Opfer auf, „den SED-Terror zu beweisen“. FDP-Fraktionschef Martin Lindner sagte, Flierl hätte den „Folterknechten“ widersprechen müssen. „Wenn Sie den Unsinn der Folterknechte übernehmen, dann machen Sie sich gemein mit ihnen“, sagte Lindner. Die Fraktionsvorsitzende der Grünen, Sibyll Klotz, forderte Flierl auf, den Vorsitz des Stiftungsrats der Gedenkstätte Hohenschönhausen niederzulegen, und warf ihm vor, solange zu differenzieren, „dass von Terror, Folter und Menschenrechtsverletzungen nicht mehr übrigbleibt“. Die Grüne Jugend Berlin verurteilte „die Verhöhnung der Opfer der sozialistischen Gewaltherrschaft“, und erklärte: „Ein solcher Versuch der Geschichtsklitterung sei für einen Berliner Senator unwürdig“. Die CDU sprach vom „vorläufigen Höhepunkt einer üblen Kampagne gegen die Erinnerung an die SED-Diktatur und deren Opfer“. Flierl erklärte: „Natürlich können die Zeitzeugen, können auch Sie als Mitarbeiterinnen und Mitarbeiter nur Teil der Perspektive sein.“

### Rückgabe der „Berliner Straßenszene“ von Ernst Ludwig Kirchner 2006
Im August 2006 gab Thomas Flierl bekannt, das Land Berlin werde Ernst-Ludwig Kirchners Gemälde Berliner Straßenszene aus dem Jahr 1913, das als eines der wichtigsten Gemälde des deutschen Expressionismus gilt, den in den USA lebenden Erben des jüdischen Kunstsammlers Alfred Hess zurückgeben. Diese Entscheidung war umstritten, weil unklar war, ob das Bild im Jahre 1936 überhaupt unter Druck der Nationalsozialisten verkauft worden war.
Nach der Rückgabe wurde das Gemälde schließlich am 8. November 2006 bei Christie’s in New York für fast 30 Mio. Euro an den Kosmetik-Erben Ronald Lauder verkauft. Es sollte dann in Lauders New Yorker Neuer Galerie für deutsche und österreichische Kunst des frühen 20. Jahrhunderts zu sehen sein.

## Bücher
- 2012: als Herausgeber: Standardstädte. Ernst May in der Sowjetunion 1930 bis 1933 Texte und Dokumente. Edition Suhrkamp, Berlin, ISBN 978-3-518-12643-1
- 2018 als Herausgeber mit Philipp Oswalt, Im Streit der Deutungen: Conflicting Interpretation Hannes Meyer Bauhaus, Leipzig 2018, ISBN 978-3-95905-150-7
- 2018 als Herausgeber: Der Architekt, die Macht und die Baukunst: Hermann Henselmann in seiner Berliner Zeit 1949–1995, Edition Gegenstand und Raum,  Berlin 2018, ISBN 978-3-95749-116-9
- 2021 als Herausgeber: Wilhelm Schütte, Margarete Schütte-Lihotzky – Mach den Weg um Prinkipo, meine Gedanken werden Dich dabei begleiten! Der Gefängnis-Briefwechsel 1941–1945. Lukas Verlag, Berlin 2021, ISBN 978-3-86732-306-2